# Hot Girls Wanted
Hot Girls Wanted is een Amerikaanse documentaire uit 2015 over amateurpornografie geregisseerd door Jill Bauer en Ronna Gradus. De film ging in première op 24 januari op het Sundance Film Festival.

## Verhaal
De documentaire volgt verschillende jonge vrouwen (18 à 19 jaar) die aan de slag zijn als amateurpornoactrices in Miami. De meisjes komen in een situatie terecht waarbij ze niet beschermd zijn en alles doen voor het geld. Omdat de concurrentie heel groot is en de meisjes maar drie tot zes maanden succes hebben, moeten ze steeds maar extremere opdrachten aannemen.

## Rolverdeling
- Belle Knox
- Kendall Plemons
- Riley Reynolds
- Tressa Silguero